# Mannen under trappan
Mannen under trappan är en svensk thrillerserie i fyra avsnitt från 2009 baserad på Marie Hermansons bok med samma namn. Manus av Anders Weidemann och regi av Daniel Lind Lagerlöf. 2010 fick den en Kristallen-nominering för Årets TV-Drama.

## Handling
Fredrik, spelad av Jonas Karlsson, flyttar tillsammans med sin familj in i ett nytt hus i en idyll. Han märker dock snabbt att något inte är rätt och att de inte verkar vara ensamma i det nya huset. Fredrik upptäcker en natt att de har en mystisk inneboende vid namn Kwådd som verkar bo i ett hålrum under trappan och den stressade situationen tär på jobbet och hans familjeliv.  

## Roller
| Roll                | Skådespelare        |
| ------------------- | ------------------- |
| Fredrik             | Jonas Karlsson      |
| Paula               | Frida Westerdahl    |
| Olivia              | Johanna Hintze      |
| Fabian              | Edvin Ryding        |
| Kwådd               | Per Sandberg        |
| Bodil               | Tina Råborg         |
| Ingvar              | Carl Kjellgren      |
| Ulf                 | Jan Mybrand         |
| Sture               | Mats Andersson      |
| Erik                | Mattias Silvell     |
| Eva                 | Anna-Karin Lindblad |
| Lena                | Sofi Helleday       |
| Morgan              | Piotr Giro          |
| Yvette              | Daniela Svensson    |
| Märta (sekreterare) | Anna Lyons          |
| Emma (konsult)      | Sandra Medina       |
| Kommissarie         | Johan Holmberg      |
| Polis               | Magnus Mark         |
| Polis               | Shebly Niavarani    |